# Krugerrand
Pour les articles homonymes, voir Kruger.
Le Krugerrand est une monnaie d’or dite d'investissement de la République d'Afrique du Sud contenant une once troy (oz) d'or, qui a cours légal depuis 1967 (South African Mint & Coinage Further Amendment Act no 40 of 1966 publié le 12 octobre 1966). Il présente la particularité d'être une monnaie qui a cours légal mais qui n'a pas de valeur faciale, et sa valeur est donc directement liée au cours de l'or. Il est, selon les termes de la loi, « … monnaie légale, dans le cas de pièces d'or, en règlement de toute somme, la valeur de chaque pièce d'or ainsi remise étant égale à la valeur nette à laquelle la banque est disposée à acheter cette pièce d'or le jour de ladite soumission de celle-ci ».
Il est produit chaque année depuis 1967 par la Monnaie sud-africaine (South African Mint). À partir de 1980 le Krugerrand d'une once a été rejoint par des pièces de 1/2 oz, 1/4 oz et 1/10 oz.
Le Krugerrand comporte à l’avers le portrait de Paul Kruger (1825-1904), président de la République sud-africaine du Transvaal de 1883 à 1900. Au revers, figure une gazelle springbok, un des symboles nationaux de l'Afrique du Sud.

## Historique
Le premier krugerrand est frappé le 3 juillet 1967. Le but de cette pièce est de favoriser la thésaurisation privée de l'or. À la fin des années 1960, l'Afrique du Sud représente en effet 75 % de la production d'or dans les pays occidentaux, et la promotion de l'or semble vitale pour la soutenir. Ce besoin devient plus aigu encore avec l'abandon de l'étalon or en 1971. Mettre en circulation une pièce de valeur relativement faible met l'or à la portée des petits épargnants. L'Afrique du Sud avait auparavant fait frapper une pièce de 1 et de 2 rands en or à partir de 1963, pesant respectivement 3,99 g  et 7,99 g à 917 millièmes, dont les frappes furent stoppées en 1983.
Le succès du krugerrand est immédiat. 40 000 pièces ont été produites en 1967, puis les quantités annuelles ont augmenté rapidement, à plus de trois millions en 1974, et plus de six millions en 1978. On estime qu'en 1980, le krugerrand représentait 90 % du marché mondial des pièces d'or.
Les trois plus petites pièces d'une demi once, un quart d'once et un dixième d'once sont introduites en 1980, et sont aussi produites chaque année depuis leur introduction.
Les sanctions économiques internationales frappant l'Afrique du Sud à partir de la fin des années 1970 en raison de sa politique de l'apartheid en font un import illégal dans beaucoup de pays occidentaux, et la demande s'effondre. Ces sanctions ont été levées en 1994, avec la fin de l'apartheid. Les quantités produites annuellement sont alors remontées lentement, depuis guère plus de 10 000 en 1998, mais sans jamais retrouver les niveaux antérieurs aux sanctions.

## Caractéristiques
| Pièce   | Diamètre (mm) | Épaisseur (mm) | Poids (g) | Finesse           | Contenance en or | Contenance en or | Canelures     |
| Pièce   | Diamètre (mm) | Épaisseur (mm) | Poids (g) | Finesse           | (g)              | (oz t)           | Canelures     |
| ------- | ------------- | -------------- | --------- | ----------------- | ---------------- | ---------------- | ------------- |
| 1 oz    | 32,77         | 2,84           | 33,930    | 22 carats 91,67 % | 31,103           | 1                | 180 (BE: 220) |
| 1/2 oz  | 27,07         | 2,215          | 16,965    | 22 carats 91,67 % | 15,552           | 0,5              | 185           |
| 1/4 oz  | 22,06         | 1,888          | 8,482     | 22 carats 91,67 % | 7,776            | 0,25             | 150           |
| 1/10 oz | 16,55         | 1,35           | 3,393     | 22 carats 91,67 % | 3,110            | 0,1              | 115           |

## Krugerrand belle épreuve
La Monnaie sud-africaine produits des krugerrands Belle Épreuve en quantités limitées, destinés à la collection. Ces pièces sont vendues à un prix supérieur. On les distingue au nombre de cannelures sur la tranche de la pièce : 180 pour le kruggerand ordinaire, 220 pour le krugerrand belle épreuve.

## Cinquantième anniversaire
Pour le cinquantième anniversaire du krugerrand, en 2017, la Monnaie sud-africaine a émis divers krugerrands en séries limitées : ré-émission du krugerrand 1 oz daté 1967, émission de krugerrands datés 2017 de 1/20 oz, 1/50 oz, 5 oz et 50 oz en qualité belle épreuve ainsi que des pièces de 1 oz en platine et en argent en qualité belle épreuve ou « premium non-circulé ». La pièce de 50 oz, émise à 50 exemplaires, pèse environ 1,5 kilogramme. Les pièces en argent et en platine sont les seuls krugerrands à avoir une valeur faciale (respectivement 1 rands et 10 rand).
Toutes les pièces anniversaire sont marquées d'un sceau du cinquantième anniversaire.

## Citations littéraires
« Au fond d'un grand pot en plastique de vis et de boulons et de divers articles de quincaillerie il trouva une double poignée de krugerrands en or dans un sac en toile. »

— Cormac McCarthy, La Route

« L'avantage avec le Krugerrand, m'a expliqué la fille du bureau de change, c'est son poids, une once troy exactement et sa facilité à changer. Tu peux acheter des pesos mexicains si tu le souhaites, ou le petit Canadian Maple Leaf, mais dit-elle ils sont si fins qu'à force la poussière d'or colle aux doigts. Et puis j'aimais l'allure de cette antilope sur la face. Pas toi ? »

— John Updike, Rabbit est riche